# Symplecta (Trimicra) brachyptera
Symplecta (Trimicra) brachyptera is een tweevleugelige uit de familie steltmuggen (Limoniidae). De soort komt voor in het Australaziatisch gebied.